# Ak tendeba
Ak tendeba é um filme de drama georgiano de 1998 dirigido e escrito por Zaza Urushadze. Foi selecionado como representante da Geórgia à edição do Oscar 1999, organizada pela Academia de Artes e Ciências Cinematográficas.

## Elenco
- Zura Begalishvili
- Nino Koberidze